# Клан
Клан е термин, използван в Западната култура, за означаване на група от хора, обединени от родство и наследственост, най-често асоцииращи се с общ родоначалник, т.е. род.
Думата произлиза от келтското название clann (на шотландски келтски език gàidhlig), превеждано като деца, поколение, и е въведена в английския през 1425 г. В ирландския език gaelic под същото значение се използва fine. Келтските кланове се обединяват независимо от пола на родителя, за разлика от тези на Армения, които са патрилинеални – членството се унаследява само от баща от клана.

## Кланове по народност
Често клановете оформят отделни племена на народност.
Според източниците кланова организация може да бъде описана в историческата демография на много народности на всички континенти.

### Армения
Арменски кланове са съществували само на нивото на висшето арменско благородничество. Членовете на арменските кланове са наричани нахарари или назари – nakharar и azat, също aznvakan или aznavur). Термините са от персийски произход и в буквален превод означават свободен човек, нероб.
Най-популярен в историческо отношение е кланът на Багратидите, управлявал Велика Армения като княжеска династия в Ани.

### Германски народи
Германските кланове Sippe като описание и реално съществуване са познати през късната античност и ранното средновековие. Познати са кланове в ломбардските, алеманските, баварските германски племена, а също така и при визиготите. Характерно за тези организации е, че членовете им с не са задължително свързани с кръвно родство, а по-често със силата на клетва за вярност. Наричани са Sippe – термин от протогерманския език sibbja, и са съдържали не повече от 50 семейства.

### Ирландия
Ирландските кланове (септи) съществуват активно до 17 век. Организирани на патрилинеален родов принцип те се ръководят от суверен с княжеско достойнство – Taoiseach. Ирландските кланове изчезват когато правосъдния авторитет на ръководителите на кланове отпада при налагането на английското господство с неговите правни норми. Вляво е демонстриран гербът на клана О'Нийл, участващ и днес в герба и знамето на графство Тайрон в Ълстър, които Кон О'Нийл (Conn Bacach mac Cuinn Ó Néill – 1480 – 1559 г.) управлява като независим граф през 16 век. През периода 1922 – 2003 след възстановяването на независимостта на Ейре са правени серия опити за възраждане на старите родови традиции и е предложен комитет и Съвет на клановете, воден от т.нар. Chiefs of the Name – Вождове на Името.

### Китай
Китайските кланове (Zōngzú в английската транскрипция) са патрилинеални и пряко свързани с родното селище (Дом на прадедите) на основателя на клана. По-често срещани в Южен Китай, членовете на тези родове споделят общо име, говорно наречие, а често и имущество. Мощ е обладавал клана Тан, осигурил консорти за имперското семейство. Рап-изпълнителите от Wu-Tang Clan използват за името си названието на планина в Северозападен Китай и нямат историческа и фамилна връзка с китайските провинции.

### Персия
Родовата организация в Персия играе съществена политическа и държавнотворческа роля по времето на Империята на Сасанидите. Според източниците в началото на Новата ера съществуват т.нар Седем персийски клана Haft Khandan – отделни княжества, съюзни или васални на Сасанидите и оформящи персийското царство. Един от тях е Сурена, основан от едноименния персийски военачалник. Днес тези древни структури не съществуват в Ислямска Република Иран.

### Чечня
Клановете на Чечня и Ингушетия са нарични тайпи (taip, тайпа) и са организирани на родов и географски принцип. Според различните източници са познати между 130 и 300 чеченски клана. Покойният президент на независима Чечня Масхадан Али кант Аслан е член на клана Алерой (Alleroi), село в Курчалоевски район.

### Япония
Японските кланове са строго нормирани патрилинеални родови организации, консолидиращи аристократи и самураи около една личност-глава на клана. В историята на Японската империя тези кланове са играли различна роля в политическата власт в страната, като противопоставянето между тях е водило до много войни за доминация и постигане на шогунат.